# 1275 Cimbria
1275 Cimbria eller 1932 WG är en asteroid i huvudbältet, som upptäcktes 30 november 1932 av den tyske astronomen Karl Wilhelm Reinmuth i Heidelberg. Den har fått sitt namn efter folkgruppen Cimbrer.
Asteroiden har en diameter på ungefär 27 kilometer och den tillhör asteroidgruppen Eunomia.